# إدوارد كونور
إدوارد كونور (9 نوفمبر 1872 - 11 يناير 1947)  (بالإنجليزية: Edward Connor)‏ هو لاعب كريكت بريطاني (وحمل سابقاً جنسية المملكة المتحدة لبريطانيا العظمى وأيرلندا).